# Linospadix
Linospadix là một chi thực vật có hoa thuộc họ Arecaceae.

## Các loài
Chi này có các loài sau:
- Linospadix albertisianus (Becc.) Burret (1935).
- Linospadix apetiolatus Dowe & A.K.Irvine (1997).
- Linospadix caninus (Becc.) Burret (1935).
- Linospadix longicruris
- Linospadix microcaryus (Domin) Burret (1935), syn. Linospadix microcarya
- Linospadix microspadix Becc. (1914).
- Linospadix minor (W.Hill) Burret (1935).
- Linospadix monostachyos (Mart.) H.Wendl. (1875), syn. Linospadix monostachya
- Linospadix palmerianus (F.M.Bailey) Burret (1935).